# Порфенка (приток Мсты)
Порфенка — река в России, протекает в Удомельском районе Тверской области . Устье реки находится в 417 км по левому берегу реки Мста в посёлке Мста. Длина реки составляет 7 км.
На реке стоит деревня Бельтенево и посёлок Мста Мстинского сельского поселения

## Данные водного реестра
По данным государственного водного реестра России относится к Балтийскому бассейновому округу, водохозяйственный участок реки — Мста без р. Шлина от истока до Вышневолоцкого г/у, речной подбассейн реки — Волхов. Относится к речному бассейну реки Нева (включая бассейны рек Онежского и Ладожского озера).
Код объекта в государственном водном реестре — 01040200212102000020223.